# Castello di Gavnø
Il castello di Gavnø è un castello della città danese di Næstved, nella regione della Selandia.

## Storia
Il castello fu costruito da Margherita I, regina di Danimarca, nel 1403. Inizialmente, doveva essere un convento di suore domenicane, ma, in seguito alla Riforma protestante, divenne proprietà della famiglia reale danese. Gavnø passò poi a varie famiglie nobili, fra cui i Lindenov, i Rosenkrantz e i Trolle. Nel 1682, l'edificio fu acquistato dalla famiglia Thott, che aggiunse decori rococò. I discendenti dei Thott abitano ancora oggi a Gavnø, ma dal 1961, il castello è aperto al pubblico.